# Tuc de Meddia
El Tuc de Meddia és una muntanya de 2.207 metres que es troba al municipi de Vielha e Mijaran, a la comarca de la Vall d'Aran.